# Jan Wagner
Jan Wagner, né le 18 octobre 1971, est un poète allemand, essayiste et traducteur, récipiendaire du prix Anna-Seghers 2004, du prix Georg-Büchner 2017, et du Prix Popescu.

## Biographie
Il est diplômé en études anglaises de l'université de Hambourg, du Trinity College de Dublin et de l'université Humboldt de Berlin.
En 2001, il publie Probebohrung im Himmel, son premier recueil de poésie, traduit en français en 2009, avec ses deux recueils suivants, dans un volume intitulé Archives nomades aux éditions Cheyne.
En parallèle à l'écriture de poésie et d'essais, il mène une carrière d'éditeur et de traducteur.
Les Variations de la citerne (Regentonnenvariationen, 2014) décroche à sa parution le prix du Salon du livre de Leipzig.

## Œuvres
- Probebohrung im Himmel, Gedichte. Berlin Verlag, Berlin, 2001  (ISBN 3-8270-0071-8) Archives nomades, traduit par François Mathieu (édition bilingue des trois premiers recueils du poète : Probebohrung im Himmel ; Guerickes Sperling ; Achtzehn Pasteten), Le Chambon-sur-Lignon, éditions Cheyne, coll. « D'une voix l'autre », 2009  (ISBN 978-2-84116-138-6)
- Guerickes Sperling, Gedichte. Berlin Verlag, Berlin, 2004  (ISBN 3-8270-0091-2)
- Achtzehn Pasteten, Gedichte. Berlin Verlag, Berlin, 2007  (ISBN 978-3-8270-0721-6)
- Australien, Gedichte. Berlin Verlag, Berlin, 2010  (ISBN 978-3-8270-0951-7)

- Die Sandale des Propheten, Essai. Berlin, Verlag. Berlin, 2011  (ISBN 978-3-8270-1047-6)
- Die Eulenhasser in den Hallenhäusern. Drei Verborgene, Gedichte. Hanser Berlin, Berlin, 2012  (ISBN 978-3-446-24030-8)
- Poesiealbum 295, Märkischer Verlag Wilhelmshorst, 2011  (ISBN 978-3-931329-95-2)
- Der verschlossene Raum, Münchner Reden zur Poesie. Herausgegeben von Maria Gazzetti und Frieder von Ammon, Lyrik Kabinett München, 2012  (ISBN 978-3-938776-32-2)
- Regentonnenvariationen, Gedichte. Hanser Berlin, Berlin, 2014  (ISBN 978-3-446-24646-1) Les Variations de la citerne, traduit et présenté par Julien Lapeyre de Cabanes et Alexandre Pateau, Arles, Actes Sud, coll. « Lettres allemandes », 2019  (ISBN 978-2-330-12729-9)
- Selbstporträt mit Bienenschwarm. Ausgewählte Gedichte 2001-2015, Hanser Berlin, Berlin, 2016  (ISBN 978-3-446-25075-8)
- Der verschlossene Raum. Beiläufige Prosa, Hanser Berlin, Berlin, 2017  (ISBN 978-3-446-25475-6)